# Станіслав Нарутович
Станіслав Нарутович (лит. Stanislovas Narutavičius; 2 вересня 1862, Бревік'яй — 31 грудня 1932 Каунас) — литовський юрист, великий землевласник у Жемайтії, литовський політик, член Таріби, сиґнатор акта про незалежність Литви, брат президента Польської Республіки Габрієля Нарутовича.

## Біографія
Походив зі шляхетної родини, яка впродовж поколінь жила в Жемайтії, батько Ян Нарутович був учасником повстання 1863 року. Після закінчення гімназії у Лієпаї вивчав право у Санкт-Петербурзькому університеті, звідки його виключили за участь у таємному гуртку студентів лівих поглядів, закінчив правничий факультет Київського університету. Брав участь у таємній студентській організації «Gmina», став членом підпільної революційної партії «Другий Пролетаріат». Також займався журналістикою, видаючи у 1890 році газету «Tygodnik Powszechny» (Загальний тижневик).
Після повернення до Жемайтії вів культурну та освітню діяльність серед литовських селян. З вересня 1917 року член Таріби (Литовської Ради), був підписантом акта про незалежність Литви (16 лютого 1918). Вийшов з Ради на знак протесту проти поступок Німеччині. У 1919—1931 роках був радником у гміні Тельше.

### Політичні погляди
У міжвоєнні роки був прибічником мирного розв'язання польсько-литовського конфлікту. Був, з одного боку, лобістом незалежності Литви, а з другого — вважався представником лояльної до Литви частини польського суспільства. До кінця життя не відрікся від польської культури або мови. Однак пролитовська орієнтація Станіслава Нарутовича була використана польськими правими політичними силами проти рідного брата — Габрієля Нарутовича і вплинула на настрої польського населення, що в результаті стало одним з чинників атмосфери перед замахом на першого польського президента.

### Смерть
Станіслав Нарутович заподіяв собі смерть у Каунасі 31 грудня 1932 року, розчарований сварливістю та роз'єднаністю поляків, політикою литовського уряду щодо поляків у Литві. Литовські історики вказують на здоров'я і приватне життя Станіслава Нарутовича як важливіші причини самогубства, ніж невдача у здійсненні його політичних намірів. Його син Казимир Нарутович (Kazimieras Narutavičius; (1904—1987)) намагався аж до розгортання ІІ Світової війни продовжувати справу батька.
Похований на кладовищі у маленькому місті Алседжяй.

## Родина
Станіслав Нарутович був одружений з Йоанною Біллевич (1868—1948) — двоюрідною сестрою Юзефа Пілсудського. Мали сина Казимира.